# Castalius nodieri
Castalius nodieri är en fjärilsart som beskrevs av Charles Oberthür 1883. Castalius nodieri ingår i släktet Castalius och familjen juvelvingar. Inga underarter finns listade i Catalogue of Life.